# Paulin Ksawery Bohdanowicz
Paulin Ksawery Bohdanowicz, pseudonim Nieczuja (ur. 28 lipca 1842, rozstrzelany 16 grudnia 1863 w Szawlach) – dowódca oddziału powstańczego w 1863 r., naczelnik wojskowy powiatu szawelskiego.
Absolwent korpusu kadetów w Połocku; nie ukończył Michajłowskiej Szkoły Artylerii w Petersburgu i od 22 marca 1860 r. służył w brygadzie artylerii konnej jako junkier. Zwolniony ze służby, od lipca 1862 wrócił do rodzinnej miejscowości.
W Powstaniu służył pod dowództwem Władysława Jabłonowskiego w pobliżu Kiejdan. Po wyzdrowieniu z zapalenia płuc zebrał własną partię (latem liczącą ok. 150 jazdy), z którą ruszył do powiatu telszewskiego. Zorganizował 4 oddziały, 6 razy bił się z wojskami rosyjskimi, został ranny. Wobec przewagi zaborcy, 21 września 1863 rozwiązał oddział i zamierzał zbiec za granicę, wpadł jednak w ręce Rosjan; przesłuchiwany od 28 września nikogo nie wydał.
Został przez sąd wojskowy skazany na karę śmierci przez powieszenie; generał-gubernator Murawjew karę zamienił na rozstrzelanie. Egzekucji dokonano 16 grudnia w Szawlach.

## Rodzina
Syn Antoniego Bohdanowicza; dziedzic połowy majątku Puszynowo w powiecie szawelskim.